# SuperBrawl
O SuperBrawl foi um evento de wrestling profissional em formato de pay-per-view realizado pela companhia World Championship Wrestling entre 1991 e 2001. Ele foi o último pay-per-view realizado pela WCW antes da mesma ser fechada em 2001 e comprada pela World Wrestling Federation, hoje WWE. O primeiro SuperBrawl foi realizado em maio, mas todas as edições restantes em fevereiro.

## Edições
| Edição                        | Data                    | Cidade                       | Arena                          | Evento principal | Ref.  |
| ----------------------------- | ----------------------- | ---------------------------- | ------------------------------ | --- | ----- |
| SuperBrawl I                  | 19 de maio de 1991      | São Petersburgo, Florida     | Bayfront Arena                 | Ric Flair (c) vs. Tatsumi Fujinami (c) pelos WCW World Heavyweight Championship e NWA World Heavyweight Championship                        | [ 1 ] |
| SuperBrawl II                 | 29 de fevereiro de 1992 | Milwaukee, Wisconsin         | Mecca Arena                    | Lex Luger (c) vs. Sting pelo WCW World Heavyweight Championship                                                                             | [ 1 ] |
| SuperBrawl III                | 21 de fevereiro de 1993 | Asheville, Carolina do Norte | Asheville Civic Center         | Big Van Vader vs. Sting em um White Castle of Fear Strap match                                                                              | [ 1 ] |
| SuperBrawl IV                 | 20 de fevereiro de 1994 | Albany, Geórgia              | Gray Civic Center              | Ric Flair (c) vs. Big Van Vader em um Thundercage match pelo WCW World Heavyweight Championship                                             | [ 1 ] |
| SuperBrawl V                  | 19 de fevereiro de 1995 | Baltimore, Maryland          | Baltimore Arena                | Hulk Hogan (c) vs. Vader pelo WCW World Heavyweight Championship                                                                            | [ 1 ] |
| SuperBrawl VI                 | 11 de fevereiro de 1996 | São Petersburgo, Florida     | Bayfront Arena                 | Hulk Hogan vs. The Giant em um Steel Cage match                                                                                             | [ 1 ] |
| SuperBrawl VII                | 23 de fevereiro de 1997 | São Francisco, Califórnia    | Cow Palace                     | Hollywood Hogan (c) vs. Roddy Piper pelo WCW World Heavyweight Championship                                                                 | [ 1 ] |
| SuperBrawl VIII               | 22 de fevereiro de 1998 | San Francisco, California    | Cow Palace                     | Sting vs. Hollywood Hogan pelo vago WCW World Heavyweight Championship                                                                      | [ 2 ] |
| SuperBrawl IX                 | 21 de fevereiro de 1999 | Oakland, Califórnia          | Oakland Arena                  | Hollywood Hogan (c) vs. Ric Flair pelo WCW World Heavyweight Championship                                                                   | [ 3 ] |
| SuperBrawl 2000               | 20 de fevereiro de 2000 | São Francisco, Califórnia    | Cow Palace                     | Sid Vicious (c) vs. Scott Hall vs. Jeff Jarrett em um Triangle match pelo WCW World Heavyweight Championship                                | [ 4 ] |
| SuperBrawl Revenge            | 18 de fevereiro de 2001 | Nashville, Tennessee         | Nashville Municipal Auditorium | Scott Steiner (c) vs. Kevin Nash em um Falls Count Anywhere Two out of Three Falls Retirement match pelo WCW World Heavyweight Championship | [ 5 ] |
| (c) - Campeão antes das lutas |                         |                              |                                | |       |

## SuperBrawl I
SuperBrawl I ocorreu no dia 19 de maio de 1991 no Bayfront Arena em São Petersburgo, Florida. A frase tema foi: "Return of the Rising Sun".
| #                              | Resultados | Estipulação                                                                                 | Tempo |
| ------------------------------ | --- | ------------------------------------------------------------------------------------------- | ----- |
| Dark                           | Mighty Thor derrotou El Cubano. | Singles match                                                                               | N/A   |
| 1                              | The Fabulous Freebirds (Michael Hayes e Jimmy Garvin) derrotaram The Young Pistols (Tracy Smothers e Steve Armstrong).                                                                  | Tag team match pelo vago WCW United States Tag Team Championship                            | 10:19 |
| 2                              | Dan Spivey derrotou Ricky Morton. | Singles match                                                                               | 03:11 |
| 3                              | Nikita Koloff derrotou Tommy Rich. | Singles match                                                                               | 04:07 |
| 4                              | Dustin Rhodes derrotou Terrance Taylor. | Singles match                                                                               | 08:05 |
| 5                              | Big Josh derrotou Black Bart. | Singles match                                                                               | 03:46 |
| 6                              | Oz derrotou Tim Parker | Singles match                                                                               | 00:26 |
| 7                              | Barry Windham derrotou Brian Pillman. | Taped fist match                                                                            | 06:08 |
| 8                              | El Gigante derrotou Sid Vicious. | Stretcher match                                                                             | 02:13 |
| 9                              | Ron Simmons derrotou Butch Reed (com Teddy Long) | Steel cage match                                                                            | 09:39 |
| 10                             | The Steiner Brothers (Rick e Scott) (c) derrotaram Sting e Lex Luger. | Tag team match pelo WCW World Tag Team Championship                                         | 11:09 |
| 11                             | Bobby Eaton derrotou Arn Anderson (c). | Singles match pelo WCW World Television Championship                                        | 11:50 |
| 12                             | WCW World Heavyweight Champion Ric Flair derrotou NWA World Heavyweight Champion Tatsumi Fujinami. Flair reconquistou o título da NWA mas a WCW não reconheceu a separação dos títulos. | Singles match pelos WCW World Heavyweight Championship e NWA World Heavyweight Championship | 18:39 |
| (c) - Campeões antes das lutas | |                                                                                             |       |

## SuperBrawl II
SuperBrawl II ocorreu no dia 29 de fevereiro de 1992 no Mecca Arena em Milwaukee, Wisconsin.
| #                              | Resultados                                                                                         | Estipulação                                                   | Tempo |
| ------------------------------ | -------------------------------------------------------------------------------------------------- | ------------------------------------------------------------- | ----- |
| Dark                           | Big Josh derrotou Diamond Dallas Page.                                                             | Singles match                                                 | 07:36 |
| 1                              | Brian Pillman derrotou Jushin Liger (c).                                                           | Singles match pelo WCW Light Heavyweight Championship         | 17:00 |
| 2                              | Marcus Bagwell derrotou Terry Taylor.                                                              | Singles match                                                 | 07:38 |
| 3                              | Ron Simmons derrotou Cactus Jack.                                                                  | Singles match                                                 | 06:34 |
| 4                              | Van Hammer e Tom Zenk derrotaram Ricky Morton e Vinnie Vegas.                                      | Tag team match                                                | 12:01 |
| 5                              | Barry Windham e Dustin Rhodes derrotaram Steve Austin e Larry Zbyszko.                             | Tag team match                                                | 18:23 |
| 6                              | Arn Anderson e Bobby Eaton (c) derrotaram The Steiner Brothers (Rick e Scott) por desqualificação. | Tag team match pelo WCW World Tag Team Championship           | 20:06 |
| 7                              | Rick Rude (c) derrotou Ricky Steamboat.                                                            | Singles match pelo WCW United States Heavyweight Championship | 20:02 |
| 8                              | Sting derrotou Lex Luger (c) (com Harley Race e Mr. Hughes).                                       | Singles match pelo WCW World Heavyweight Championship         | 13:02 |
| (c) - Campeões antes das lutas | |                                                               |       |

## SuperBrawl III
SuperBrawl III ocorreu no dia 21 de fevereiro de 1993 no Asheville Civic Center em Asheville, Carolina do Norte.
| #                              | Resultados | Estipulação                                                   | Tempo |
| ------------------------------ | --- | ------------------------------------------------------------- | ----- |
| 1                              | The Hollywood Blonds (Brian Pillman e Steve Austin) derrotaram Erik Watts e Marcus Bagwell. | Tag team match                                                | 16:34 |
| 2                              | Too Cold Scorpio derrotou Chris Benoit. | Singles match                                                 | 16:57 |
| 3                              | Davey Boy Smith derrotou Bill Irwin. | Singles match                                                 | 05:49 |
| 4                              | Cactus Jack derrotou Paul Orndorff. | Falls Count Anywhere match                                    | 12:17 |
| 5                              | The Rock 'n' Roll Express (Ricky Morton e Robert Gibson) derrotaram The Heavenly Bodies (Tom Prichard e Stan Lane) (c). Por desqualificação. Com o resultado Heavenly Bodies mantiveram o título. | Tag team match pelo SMW Tag Team Championship                 | 12:52 |
| 6                              | Dustin Rhodes (c) derrotou Maxx Payne por desqualificação. | Singles match pelo WCW United States Heavyweight Championship | 11:28 |
| 7                              | Barry Windham derrotou The Great Muta (c). | Singles match pelo NWA World Heavyweight Championship         | 24:10 |
| 8                              | Big Van Vader (com Harley Race) derrotou Sting. | White Castle of Fear Strap match                              | 10:54 |
| (c) - Campeões antes das lutas | |                                                               |       |

## SuperBrawl IV
SuperBrawl IV ocorreu no dia 20 de fevereiro de 1994 no Gray Civic Center em Albany, Geórgia.
| #                              | Resultados | Estipulação                                               | Tempo |
| ------------------------------ | --- | --------------------------------------------------------- | ----- |
| 1                              | Harlem Heat (Kole e Kane) derrotaram Thunder e Lightning.                                                         | Tag team match                                            | 09:47 |
| 2                              | Jim Steele derrotou The Equalizer                                                                                 | Singles match                                             | 06:31 |
| 3                              | Terry Taylor derrotou Diamond Dallas Page (com Diamond Doll)                                                      | Singles match                                             | 11:45 |
| 4                              | Johnny B. Badd derrotou Jimmy Garvin (com Michael Hayes).                                                         | Singles match                                             | 10:48 |
| 5                              | Lord Steven Regal (c) (com Sir William) derrotou Arn Anderson.                                                    | Singles match pelo WCW World Television Championship      | 27:32 |
| 6                              | Cactus Jack e Maxx Payne derrotaram The Nasty Boys (Brian Knobbs e Jerry Sags) (c) por desqualificação.           | Tag team match pelo WCW World Tag Team Championship       | 12:37 |
| 7                              | Sting, Brian Pillman e Dustin Rhodes derrotaram Steve Austin, Rick Rude e Paul Orndorff (com Col. Robert Parker). | Thundercage match                                         | 14:36 |
| 8                              | Ric Flair (c) derrotou Big Van Vader (com Harley Race) (com The Boss como árbitro especial).                      | Thundercage match pelo WCW World Heavyweight Championship | 11:32 |
| (c) - Campeões antes das lutas | |                                                           |       |

## SuperBrawl V
SuperBrawl V ocorreu no dia 19 de fevereiro de 1995 no Baltimore Arena em Baltimore, Maryland.
| #                              | Resultados | Estipulação                                             | Tempo |
| ------------------------------ | --- | ------------------------------------------------------- | ----- |
| ME                             | Paul Orndorff derrotou Brad Armstrong. | Singles match                                           | 03:45 |
| ME                             | Stars 'n' Stripes (Marcus Alexander Bagwell e The Patriot) derrotaram Romeo Valentino e Dino Casanova.                                                      | Tag team match                                          | 01:10 |
| ME                             | Arn Anderson (c) derrotou Johnny B. Badd. | Lumberjack match pelo WCW World Television Championship | 04:29 |
| 1                              | Alex Wright derrotou Paul Roma. | Singles match                                           | 13:21 |
| 2                              | Jim Duggan derrotou Bunkhouse Buck. | Singles match                                           | 11:58 |
| 3                              | Kevin Sullivan derrotou Dave Sullivan. | Singles match                                           | 07:18 |
| 4                              | Harlem Heat (Booker T e Stevie Ray) (c) derrotaram The Nasty Boys (Brian Knobbs e Jerry Sags) por desqualificação. Com o resultado HH mantiveram o título.. | Tag team match pelo WCW World Tag Team Championship     | 17:07 |
| 5                              | The Blacktop Bully derrotou Dustin Rhodes. | Singles match                                           | 16:10 |
| 6                              | Sting e Randy Savage derrotaram Avalanche e Big Bubba Rogers.                                                                                               | Tag team match                                          | 10:18 |
| 7                              | Hulk Hogan (c) derrotou Vader por desqualificação. | Singles match pelo WCW World Heavyweight Championship   | 15:10 |
| (c) - Campeões antes das lutas | |                                                         |       |

## SuperBrawl VI
SuperBrawl VI ocorre no dia 11 de fevereiro de 1996 no Bayfront Arena em São Petersburgo, Florida.
| #                              | Resultados | Estipulação                                                   | Tempo |
| ------------------------------ | --- | ------------------------------------------------------------- | ----- |
| ME                             | The Road Warriors (Hawk e Animal) derrotaram Dick Slater e Bunkhouse Buck                                                                         | Tag team match                                                | 02:07 |
| ME                             | Hugh Morrus derrotou Chris Kanyon. | Singles match                                                 | 02:28 |
| ME                             | Big Bubba Rogers e VK Wallstreet derrotaram Joey Maggs e Craig Pittman.                                                                           | Tag team match                                                | 02:14 |
| ME                             | Jim Duggan derrotou Loch Ness por desqualificação.                                                                                                | Singles match                                                 | N/A   |
| 1                              | The Nasty Boys (Brian Knobbs e Jerry Sags) derrotaram The Public Enemy (Rocco Rock e Johnny Grunge).                                              | Falls Count Anywhere match                                    | 07:49 |
| 2                              | Johnny B. Badd (c) derrotou Diamond Dallas Page.                                                                                                  | Singles match pelo WCW World Television Championship          | 14:59 |
| 3                              | Sting e Lex Luger (c) derrotaram Harlem Heat (Booker T e Stevie Ray).                                                                             | Tag team match pelo WCW World Tag Team Championship           | 11:49 |
| 4                              | Konnan (c) derrotou One Man Gang | Singles match pelo WCW United States Heavyweight Championship | 07:27 |
| 5                              | Kevin Sullivan derrotou Brian Pillman. A luta foi encerrada após Pillman ter dito "I respect you."                                                | "I Respect You" Strap match                                   | 00:59 |
| 6                              | Arn Anderson vs. Kevin Sullivan acabou sem vencedor. A luta foi encerrada quando Ric Flair interferiu e convenceu os dois a encerrarem o combate. | Singles match                                                 | 03:45 |
| 7                              | Sting e Lex Luger (c) vs. The Road Warriors (Animal e Hawk) acabou em dupla desqualificação. Com o resultado Sting e Luger mantiveram o título.   | Tag team match pelo WCW World Tag Team Championship           | 13:56 |
| 8                              | Ric Flair (com Woman) derrotou Randy Savage (c) (com Miss Elizabeth).                                                                             | Steel cage match pelo WCW World Heavyweight Championship      | 18:52 |
| 9                              | Hulk Hogan derrotou The Giant. | Steel cage match                                              | 10:54 |
| (c) - Campeões antes das lutas | |                                                               |       |

## SuperBrawl VII
SuperBrawl VII ocorreu no dia 23 de fevereiro de 1997 no Cow Palace em São Francisco, Califórnia.
| #                              | Resultados | Estipulação                                                   | Tempo |
| ------------------------------ | --- | ------------------------------------------------------------- | ----- |
| Dark                           | Hugh Morrus derrotou Joe Gomez. | Singles match                                                 | 05:25 |
| Dark                           | Último Dragón derrotou Pat Tanaka. | Singles match                                                 | 04:53 |
| 1                              | Syxx derrotou Dean Malenko (c). | Singles match pelo WCW Cruiserweight Championship             | 11:57 |
| 2                              | Konnan, La Parka e Villano IV derrotaram Juventud Guerrera, Super Caló e Ciclope. | Six-Man Tag team match                                        | 09:51 |
| 3                              | Prince Iaukea (c) derrotou Rey Mysterio, Jr.. | Singles match pelo WCW World Television Championship          | 08:56 |
| 4                              | Diamond Dallas Page derrotou Buff Bagwell por desqualificação. | Singles match                                                 | 09:46 |
| 5                              | Eddie Guerrero (c) derrotou Chris Jericho. | Singles match pelo WCW United States Heavyweight Championship | 12:02 |
| 6                              | The Public Enemy (Rocco Rock e Johnny Grunge) derrotaram Harlem Heat (Booker T e Stevie Ray) e The Faces of Fear (Meng e The Barbarian)                                                          | Triangle match                                                | 07:43 |
| 7                              | Jeff Jarrett derrotou Steve McMichael (com Debra McMichael). | Singles match                                                 | 08:12 |
| 8                              | Chris Benoit (com Woman) derrotou Kevin Sullivan (com Miss Jacquelyn) | San Francisco Death match                                     | 08:35 |
| 9                              | The Giant e Lex Luger derrotaram The Outsiders (Scott Hall e Kevin Nash) (c). O título foi devolvido aos Outsiders pois Eric Bischoff declarou que Luger não tinha condições médicas para lutar. | Tag team match pelo WCW World Tag Team Championship           | 08:53 |
| 10                             | Hollywood Hogan (c) derrotou Roddy Piper. | Singles match pelo WCW World Heavyweight Championship         | 10:52 |
| (c) - Campeões antes das lutas | |                                                               |       |

## SuperBrawl VIII
SuperBrawl VIII ocorreu no dia 22 de fevereiro de 1998 no Cow Palace em  São Francisco, Califórnia.
| #                              | Resultados | Estipulação                                                   | Tempo |
| ------------------------------ | --- | ------------------------------------------------------------- | ----- |
| Dark                           | Último Dragón derrotou Shiryu (com Sonny Onoo).                                                                                  | Singles match                                                 | N/A   |
| 1                              | Booker T derrotou Rick Martel (c).                                                                                               | Singles match pelo WCW World Television Championship          | 10:23 |
| 2                              | Booker T (c) derrotou Saturn. | Singles match pelo WCW World Television Championship          | 14:23 |
| 3                              | Disco Inferno derrotou La Parka.                                                                                                 | Singles match                                                 | 11:41 |
| 4                              | Goldberg derrotou Brad Armstrong.                                                                                                | Singles match                                                 | 02:23 |
| 5                              | Chris Jericho (c) derrotou Juventud Guerrera.                                                                                    | Title versus Mask match pelo WCW Cruiserweight Championship   | 13:29 |
| 6                              | The British Bulldog derrotou Steve McMichael.                                                                                    | Singles match                                                 | 06:10 |
| 7                              | Diamond Dallas Page (c) derrotou Chris Benoit.                                                                                   | Singles match pelo WCW United States Heavyweight Championship | 15:46 |
| 8                              | Lex Luger derrotou Randy Savage (com Miss Elizabeth).                                                                            | Singles match                                                 | 07:26 |
| 9                              | The Outsiders (Kevin Nash e Scott Hall) (com Dusty Rhodes) derrotaram The Steiner Brothers (Rick e Scott) (c) (com Ted DiBiase). | Tag team match pelo WCW World Tag Team Championship           | 04:16 |
| 10                             | Sting derrotou Hollywood Hogan.                                                                                                  | Singles match pelo vago WCW World Heavyweight Championship    | 16:32 |
| (c) - Campeões antes das lutas | |                                                               |       |

## SuperBrawl IX
SuperBrawl IX ocorreu no dia 21 de fevereiro de 1999 no Oakland Arena em Oakland, Califórnia.
| #                              | Resultados                                                                                    | Estipulação                                                   | Tempo |
| ------------------------------ | --------------------------------------------------------------------------------------------- | ------------------------------------------------------------- | ----- |
| 1                              | Booker T derrotou Disco Inferno.                                                              | Singles match                                                 | 09:19 |
| 2                              | Chris Jericho (com Ralphus) derrotou Saturn por desqualificação.                              | Singles match                                                 | 11:17 |
| 4                              | Billy Kidman (c) derrotou Chavo Guerrero, Jr..                                                | Singles match pelo WCW Cruiserweight Championship             | 08:26 |
| 5                              | Chris Benoit e Dean Malenko derrotaram The West Texas Rednecks (Curt Hennig e Barry Windham). | Tag team match                                                | 19:34 |
| 6                              | The West Texas Rednecks (Curt Hennig e Barry Windham) derrotaram Chris Benoit e Dean Malenko. | Tag team match pelo vago WCW World Tag Team Championship      | 01:52 |
| 7                              | The Outsiders (Kevin Nash e Scott Hall) derrotaram Konnan e Rey Misterio, Jr..                | Hair versus Mask match                                        | 11:00 |
| 8                              | Scott Steiner (c) derrotou Diamond Dallas Page. S                                             | Singles match pelo WCW World Television Championship          | 13:53 |
| 9                              | Scott Hall (com Disco Inferno) derrotou Roddy Piper (c).                                      | Singles match pelo WCW United States Heavyweight Championship | 08:19 |
| 10                             | Goldberg derrotou Bam Bam Bigelow.                                                            | Singles match                                                 | 11:39 |
| 11                             | Hollywood Hogan (c) derrotou Ric Flair.                                                       | Singles match pelo WCW World Heavyweight Championship         | 12:00 |
| (c) - Campeões antes das lutas |                                                                                               |                                                               |       |

## SuperBrawl 2000
SuperBrawl 2000 no dia 20 de fevereiro de 2000 no Cow Palace em São Francisco, Califórnia.
| #                              | Resultados                                                                                     | Estipulação                                                   | Tempo |
| ------------------------------ | ---------------------------------------------------------------------------------------------- | ------------------------------------------------------------- | ----- |
| 1                              | The Artist Formerly Known as Prince Iaukea (com Paisley) derrotou Lash LeRoux.                 | Singles match pelo vago WCW Cruiserweight Championship        | 05:47 |
| 2                              | Brian Knobbs (com Fit Finlay) derrotou Bam Bam Bigelow (c).                                    | Singles match pelo WCW Hardcore Championship                  | 04:44 |
| 3                              | 3 Count (Evan Karagias, Shannon Moore e Shane Helms) derrotaram Norman Smiley.                 | 3 on 1 Handicap match                                         | 04:06 |
| 4                              | The Wall derrotou The KISS Demon.                                                              | Singles match                                                 | 03:37 |
| 5                              | Tank Abbott derrotou Big Al.                                                                   | Leather Jacket on a Pole match                                | 04:34 |
| 6                              | Big T (com Stevie Ray e J. Biggs) derrotou Booker.                                             | Singles match pelo direito sobre o nome Harlem Heat           | 05:23 |
| 7                              | Billy Kidman (com Torrie Wilson) derrotou Vampiro.                                             | Singles match                                                 | 07:20 |
| 8                              | The Mamalukes (Big Vito e Johnny the Bull) (c) derrotaram David Flair e Crowbar (com Daffney). | Sicilian Stretcher match pelo WCW World Tag Team Championship | 11:22 |
| 9                              | Ric Flair derrotou Terry Funk.                                                                 | Texas Death match                                             | 15:40 |
| 10                             | Hulk Hogan derrotou The Total Package (com Miss Elizabeth).                                    | Singles match                                                 | 08:10 |
| 11                             | Sid Vicious (c) derrotou Scott Hall e Jeff Jarrett (com The Harris Brothers).                  | Triangle match pelo WCW World Heavyweight Championship        | 07:40 |
| (c) - Campeões antes das lutas |                                                                                                |                                                               |       |

## SuperBrawl Revenge
SuperBrawl Revenge no dia 18 de fevereiro de 2001 no Nashville Municipal Auditorium em Nashville, Tennessee.
| #                              | Resultados | Estipulação                                                                                          | Tempo |
| ------------------------------ | --- | --- | ----- |
| Dark                           | Chris Harris derrotou Kid Romeo. | Singles match                                                                                        | N/A   |
| 1                              | Shane Helms derrotou Shannon Moore, Kaz Hayashi, Yun Yang, Jamie Knoble e Evan Karagias. - Yang eliminou Karagias (10:21) - Knoble eliminou Yang(10:51) - Moore eliminou Knoble (11:58) - Helms eliminou Moore (15:11) - Helms eliminou Hayashi (17:30) | Six-Way Elimination match                                                                            | 17:30 |
| 2                              | Hugh Morrus derrotou The Wall. | Singles match                                                                                        | 09:43 |
| 3                              | Sean O'Haire e Chuck Palumbo (c) derrotaram Mark Jindrak e Shawn Stasiak. | Tag team match pelo WCW World Tag Team Championship                                                  | 11:37 |
| 4                              | Chavo Guerrero, Jr. (c) derrotou Rey Misterio, Jr.. | Singles match pelo WCW Cruiserweight Championship                                                    | 15:54 |
| 5                              | Rick Steiner (c) derrotou Dustin Rhodes. | Singles match pelo WCW United States Heavyweight Championship                                        | 09:11 |
| 6                              | Totally Buff (Lex Luger e Buff Bagwell) derrotaram Brian Adams. | 2 on 1 Handicap match                                                                                | 06:25 |
| 7                              | The Cat derrotou Lance Storm. | Singles match pelo cargo de Commissioner da WCW                                                      | 08:07 |
| 8                              | Kanyon derrotou Diamond Dallas Page. | Singles match                                                                                        | 08:15 |
| 9                              | Diamond Dallas Page derrotou Jeff Jarrett. | Singles match                                                                                        | 08:30 |
| 9                              | Scott Steiner (c) derrotou Kevin Nash. - Nash derrotou Steiner (00:17) - Steiner derrotou Nash (02:47) - Steiner derrotou Nash (11:04) | Falls Count Anywhere Two out of Three Falls Retirement match pelo WCW World Heavyweight Championship | 11:04 |
| (c) - Campeões antes das lutas | | |       |